# Itapipoca
Itapipoca là một đô thị thuộc bang Ceará, Brasil. Đô thị này có diện tích 1614,682 km², dân số năm 2007 là 106140 người, mật độ 65,73 người/km².